# بدر المضف
بدر عبد الله جاسم المضف مواليد دولة الكويت (1935 - 7 مايو 2007)، نائب سابق في مجلس الامة الكويتي، شارك في انتخابات مجلس الأمة الكويتي عام 1971 عن الدائرة السابعة الدسمة ونال (835) صوت، وحصل على المركز الأول ونجح بالانتخابات، كما شارك في انتخابات مجلس الأمة الكويتي عام 1981 عن الدائرة السابعة الدسمة ونال (815) صوت، وحصل على المركز الثاني ونجح بالانتخابات.